# Mikli
Mikli är en ö i Finland. Den ligger i sjön Puruvesi och i kommunen Nyslott i  landskapet Södra Savolax, i den sydöstra delen av landet, 300 km nordost om huvudstaden Helsingfors. Öns area är 4,3 hektar och dess största längd är 420 meter i sydöst-nordvästlig riktning.